# Nicholas Haysom

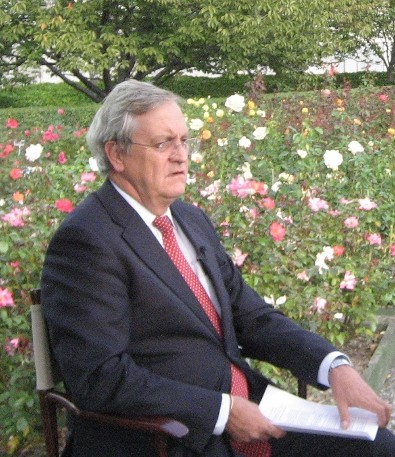
Nicholas Haysom (2008)

Nicholas Haysom (* 1952) ist ein südafrikanischer Jurist und UN-Diplomat, der unter anderem als Sonderbeauftragter zwischen 2014 und 2016 Leiter der Unterstützungsmission der Vereinten Nationen in Afghanistan UNAMA (United Nations Assistance Mission in Afghanistan), von 2018 bis 2019 Leiter der Unterstützungsmission der Vereinten Nationen in Somalia UNSOM (United Nations Assistance Mission in Somalia) war und seit 2021 Leiter der Mission der Vereinten Nationen in Südsudan UNMISS (United Nations Mission in the Republic of South Sudan) ist.

## Leben
Nicholas Haysom begann nach dem Schulbesuch ein grundständiges Studium der Rechtswissenschaften an der Universität von Natal, das er mit einem Bachelor of Laws (LL.B.) beendete. Ein postgraduales Studium der Rechtswissenschaften an der Universität Kapstadt schloss er mit einem Master of Laws (LL.M.) ab. Nach einer Tätigkeit als Rechtsanwalt war er zwischen 1994 und 1999 Chefberater für Rechts- und Verfassungsangelegenheiten des Präsidenten von Südafrika, Nelson Mandela, und danach von 1999 bis 2002 Vorsitzender des Ausschusses für Verfassungsangelegenheiten bei den Friedensgesprächen in Burundi. Im Anschluss fungierte er zwischen 2002 und 2005 als Leitender Berater des Unterhändlers für den Friedensprozess im Sudan.
Im Anschluss fungierte Haysom von 2005 bis 2007 als Leiter des Unterstützungsbüros für Verfassungsfragen der Unterstützungsmission der Vereinten Nationen im Irak UNAMI (United Nations Assistance Mission for Iraq) sowie zwischen 2007 und 2012 als Direktor für Politische, Friedenserhaltende und Humanitäre Angelegenheiten im Exekutivbüros des Generalsekretärs der Vereinten Nationen, Ban Ki-moon. 2012 wechselte er zur Unterstützungsmission der Vereinten Nationen in Afghanistan UNAMA (United Nations Assistance Mission in Afghanistan) und war zunächst stellvertretender Sondergesandter des UN-Generalsekretärs sowie anschließend zwischen 2014 und 2016 Sondergesandter des UN-Generalsekretärs und Leiter der Unterstützungsmission der Vereinten Nationen in Afghanistan. Nach der Bombardierung der Klinik von Ärzte ohne Grenzen in Kundus in den frühen Morgenstunden des 3. Oktober 2015, bei der 30 Menschen getötet wurden, erklärte er, dass Krankenhäuser, in denen sich Patienten und medizinisches Personal befinden, niemals zum Angriffsziel werden dürfen. In diesem Zusammenhang erwähnte er, dass die Nutzung medizinischer Einrichtungen für Militärzwecke durch internationales humanitäres Recht verboten ist.
Nicholas Haysom, dem Ehrendoktortitel der Universität Kapstadt sowie der Juristischen Fakultät (Law School) der New York University verliehen wurden, war zwischen 2018 und 2019 Sondergesandter des UN-Generalsekretär und Leiter der Unterstützungsmission der Vereinten Nationen in Somalia UNSOM (United Nations Assistance Mission in Somalia). Im Anschluss war er von 2019 bis 2020 Sonderberater des UN-Generalsekretärs für den Sudan. Der Jurist mit den Schwerpunkten demokratische Regierungsführung, Verfassungs- und Wahlreformen, Versöhnung und Friedensprozess wurde im Oktober 2020 Sonderberater des UN-Generalsekretärs für das südliche Afrika.
Am 15. Januar 2021 wurde Hayson vom Generalsekretär der Vereinten Nationen António Guterres zum Sondergesandten und Leiter der Mission der Vereinten Nationen in Südsudan UNMISS (United Nations Mission in the Republic of South Sudan) ernannt. Er wurde damit Nachfolger des aus Neuseeland stammenden David Shearer.

## Veröffentlichungen
- Focus on the history of labour legislation, 1979
- Ruling with the whip. A report on the violation of human rights in the Ciskei, 1983, ISBN 0-854-94800-7
- Mabangalala. The rise of right-wing vigilantes in South Africa, 1986, ISBN 978-0-854-94919-9
- Developments in emergency law, 1989, ISBN 1-868-14150-0
- South African constitutional law. The Bill of Rights, Mitautoren Halton Cheadle, Dennis Davis, 1992, ISBN 0-409-01823-6